# Musée archéologique de Sfax
Le musée archéologique de Sfax est un musée tunisien situé dans la ville de Sfax, l'antique Taparura.
Il comprend une importante collection de pièces archéologiques antiques découvertes dans la ville et sur les sites de Thaenae, Skhira et Acholla : mosaïques romaines mais aussi monnaies, céramiques et pièces de verrerie.
Le musée est situé dans l'hôtel de ville et est accessible pendant les heures d'ouverture des services municipaux.